# Carlo Simonigh
Carlo Simonigh (* 10. Januar 1936 in Turin; † 15. Januar 2014) war ein italienischer Bahnradsportler.
Er begann 1953 als Schüler mit dem Radsport. 1956 und 1957 wurde er jeweils Vize-Meister in der Einerverfolgung bei den nationalen Meisterschaften Italiens. 1957 wurde Carlo Simonigh bei den Bahnweltmeisterschaften in Rocourt Weltmeister in der Einerverfolgung der Amateure. Dabei kam es zu einem Eklat: Sein Landsmann Franco Gandini war von den Wettkampfrichtern zunächst zum Weltmeister erklärt worden und befand sich schon auf der Ehrenrunde, als die Entscheidung doch noch revidiert und Simonigh zum Sieger des Rennens erklärt wurde. Im Jahr darauf belegte er bei der Bahn-WM in Paris Rang drei in derselben Disziplin. 1959 errang er mit dem italienischen Bahn-Vierer bei den Mittelmeerspielen in Beirut die Goldmedaille in der Mannschaftsverfolgung.